# Testindustrie
Testindustrie im hier definierten Sinne umfasst privatwirtschaftliche und halbstaatliche Unternehmen und Institutionen, die standardisierte Tests für Entscheidungen hinsichtlich des Bildungszugangs entwickeln, durchführen oder auswerten. Beispiele sind der Hochschulzugang in Fächern mit beschränkter Zulassung (Medizin, Jura) oder die generelle Feststellung der Hochschulreife bzw. Sprachkompetenz.
Die Testindustrie entstand Mitte des 20. Jahrhunderts in den USA und hat dort nach wie vor ihren größten Markt. Im deutschen Sprachraum spielt sie für Bildungstests eine geringere Rolle, da Abschlussprüfungen eher dezentral durchgeführt werden, und zentrale Prüfungen (wie das Zentralabitur) von der Ministerialbürokratie selbst entwickelt werden.
Größtes Unternehmen der Testindustrie ist der Educational Testing Service (ETS) mit ungefähr 2700 Mitarbeitern und 900 Mio. Dollar Jahresumsatz; seine bekanntesten Produkte sind der College-Eingangstest SAT und der Englischtest TOEFL. Er genießt in Amerika hohe akademische Respektabilität: Wissenschaftler wechseln zwischen Anstellungen am ETS und universitären Positionen, und Mitarbeiter des ETS publizieren regelmäßig in Fachzeitschriften wie Psychometrika.
Wolfram Meyerhöfer sah 2007 hinter den PISA-Studien nicht zuletzt die Absicht der Testindustrie, einen europäischen Markt für standardisierte Tests zu schaffen.